# Simon Skrabb
Simon Ivar Alexander Skrabb (Jakobstad, 19 gennaio 1995) è un calciatore finlandese, centrocampista o attaccante del Volo.

## Biografia
È nato a Jakobstad, cittadina situata in territorio finlandese ma di madrelingua in prevalenza svedese.

## Carriera

### Club
Ha giocato nella prima divisione finlandese con la maglia dello Jaro, con cui il 12 maggio 2011 è diventato il giocatore più giovane ad aver segnato nel campionato di Veikkausliiga, segnando sul campo del TPS all'età di 16 anni e 113 giorni.
Per la stagione 2014 è stato prestato in Svezia all'Åtvidaberg, prestito poi rinnovato anche per la stagione 2015, conclusa con la retrocessione della squadra in Superettan. Nell'ormai ininfluente ultima giornata sul campo del Gefle, Skrabb segna la sua quarta rete stagionale con uno "scorpione", un colpo di tacco volante. Proprio il Gefle è stata la sua squadra per la stagione 2016 e avrebbe dovuto esserlo anche per quella 2017, se non ci fosse stata la retrocessione in Superettan.
Nel dicembre 2016 infatti firma un contratto con l'IFK Norrkoping valido dal successivo gennaio fino al termine della stagione 2020. Debutta con la nuova maglia il 19 febbraio 2017 giocando gli ultimi 16 minuti del match di coppa pareggiato 1-1 contro l’Örgryte; una settimana dopo debutta dal primo minuto con la squadra under 21 contro la sezione giovanile del GIF Sundsvall realizzando anche una tripletta (l’incontro si concluse 9-0). Ad inizio marzo, in un altro match di coppa, Skrabb subisce un infortunio al piede che lo tiene lontano dai campi per 4 mesi, facendogli saltare anche la finale (poi persa per 4-1 contro l’Östersund), posticipando così il suo esordio in Allsvenskan con il nuovo club a luglio. Il debutto dal primo minuto, però, avviene solo il 20 agosto seguente sul campo del Sirius mentre, nel frattempo, debutta anche in Europa League, dove il club è impegnato nei turni di qualificazione per un posto nella fase a gironi. Il 20 luglio realizza la sua prima rete europea nel match perso ai rigori contro il Trakai. Da lì a fine stagione il giovane realizzerà solo una rete in campionato, quella della 28ª giornata contro il GIF Sundsvall.
L’anno seguente il giocatore viene sottoposto ad un intervento al piede ed è costretto a saltare tre partite di coppa giocate ad inizio febbraio; tuttavia in campionato (cominciato ad aprile) salta solo l’incontro della quinta giornata contro il Sirius. La sua stagione viene conclusa con 7 reti in campionato. Per l’Allsvenskan 2019 il giovane non viene convocato per le prime due giornate, ma saranno le uniche due assenze del calciatore fino alla fine del torneo; tuttavia solo una decina di partite verranno disputate interamente. Conclude il campionato, quindi, con 4 realizzazioni in 28 presenze, tra cui una doppietta alla 24ª giornata nel match casalingo vinto per 3-0 contro l’Örebro. Nel mentre prende parte anche a tutte e sei le partite disputate dal club dei turni di qualificazioni alla fase a gironi di Europa League 2019-2020, restando, però, a secco di gol.
Il 13 gennaio 2020 passa definitivamente al Brescia, operazione da circa 2,8 milioni di euro, firmando un contratto triennale valido fino al 30 giugno 2023. Fa il suo esordio il 24 gennaio successivo, subentrando a Dimitri Bisoli nei minuti finali della partita persa in casa per 1-0 contro il Milan.
Dopo avere rescisso il proprio contratto con le rondinelle, il 26 gennaio 2022 firma per il Kalmar diventandone uno dei giocatori più importanti in rosa in quel momento. Nell'Allsvenskan 2023 mette a segno 9 reti e 8 assist in 30 partite. Lascia il club a parametro zero al termine dell'Allsvenskan 2024, chiusa con una retrocessione in Superettan, nonostante le 6 reti e i 6 assist in 28 presenze di Skrabb.
Il 30 dicembre 2024 viene ingaggiato dai greci del Volo.

### Nazionale
Ha giocato numerose partite con le varie nazionali giovanili finlandesi.
Tra il 2016 ed il 2019 ha disputato complessivamente 14 partite con la nazionale maggiore finlandese.

## Statistiche

### Presenze e reti nei club
Statistiche aggiornate al 22 agosto 2022.
| Stagione              | Squadra               | Campionato            | Campionato | Campionato | Coppe nazionali | Coppe nazionali | Coppe nazionali | Coppe europee | Coppe europee | Coppe europee | Altre coppe | Altre coppe | Altre coppe | Totale | Totale |
| Stagione              | Squadra               | Comp                  | Pres       | Reti       | Comp            | Pres            | Reti            | Comp          | Pres          | Reti          | Comp        | Pres        | Reti        | Pres   | Reti   |
| --------------------- | --------------------- | --------------------- | ---------- | ---------- | --------------- | --------------- | --------------- | ------------- | ------------- | ------------- | ----------- | ----------- | ----------- | ------ | ------ |
| 2011                  | Jaro                  | VL                    | 25         | 2          | CF+CdL          | 0+1             | 0               | -             | -             | -             | -           | -           | -           | 26     | 2      |
| 2012                  | Jaro                  | VL                    | 28         | 0          | CF+CdL          | 1+6             | 0+2             | -             | -             | -             | -           | -           | -           | 35     | 2      |
| 2013                  | Jaro                  | VL                    | 9          | 2          | CF+CdL          | 1+4             | 0+1             | -             | -             | -             | -           | -           | -           | 14     | 3      |
| Totale Jaro           | Totale Jaro           | Totale Jaro           | 62         | 4          |                 | 13              | 3               |               | -             | -             |             | -           | -           | 75     | 7      |
| 2014                  | Åtvidaberg            | A                     | 18         | 0          | CS              | 3               | 0               | -             | -             | -             | -           | -           | -           | 21     | 0      |
| 2015                  | Åtvidaberg            | A                     | 28         | 4          | CS              | 1               | 0               | -             | -             | -             | -           | -           | -           | 29     | 4      |
| Totale Åtvidaberg     | Totale Åtvidaberg     | Totale Åtvidaberg     | 46         | 4          |                 | 4               | 0               |               | -             | -             |             | -           | -           | 50     | 4      |
| 2016                  | Gefle                 | A                     | 28         | 7          | CS              | 4               | 1               | -             | -             | -             | -           | -           | -           | 32     | 8      |
| 2017                  | IFK Norrköping        | A                     | 14         | 1          | CS              | 3               | 0               | UEL           | 4             | 1             | -           | -           | -           | 21     | 2      |
| 2018                  | IFK Norrköping        | A                     | 29         | 7          | CS              | 1               | 1               | -             | -             | -             | -           | -           | -           | 30     | 8      |
| 2019                  | IFK Norrköping        | A                     | 28         | 4          | CS              | 0               | 0               | UEL           | 6             | 0             | -           | -           | -           | 34     | 4      |
| Totale IFK Norrköping | Totale IFK Norrköping | Totale IFK Norrköping | 71         | 12         |                 | 4               | 1               |               | 10            | 1             |             | -           | -           | 85     | 14     |
| gen.-ago. 2020        | Brescia               | A                     | 10         | 0          | CI              | -               | -               | -             | -             | -             | -           | -           | -           | 10     | 0      |
| 2020-2021             | Brescia               | B                     | 10         | 0          | CI              | 1               | 0               | -             | -             | -             | -           | -           | -           | 11     | 0      |
| ago.-dic. 2021        | Brescia               | B                     | 0          | 0          | CI              | 0               | 0               | -             | -             | -             | -           | -           | -           | 0      | 0      |
| Totale Brescia        | Totale Brescia        | Totale Brescia        | 20         | 0          |                 | 1               | 0               |               | -             | -             |             | -           | -           | 21     | 0      |
| 2022                  | Kalmar                | A                     | 27         | 3          | CS              | 3               | 0               |               | -             | -             | -           | -           | -           | 30     | 3      |
| 2023                  | Kalmar                | A                     | 16         | 4          | SC              | 4               | 1               | UECL          | 1             | 0             | -           | -           | -           | 21     | 5      |
| Totale Kalmar         | Totale Kalmar         | Totale Kalmar         | 43         | 7          |                 | 7               | 1               |               | 1             | 0             |             | -           | -           | 51     | 8      |
| Totale carriera       | Totale carriera       | Totale carriera       | 263        | 34         |                 | 33              | 6               |               | 11            | 1             |             | -           | -           | 307    | 41     |

### Cronologia presenze e reti in nazionale
| Cronologia completa delle presenze e delle reti in nazionale ― Finlandia | Cronologia completa delle presenze e delle reti in nazionale ― Finlandia | Cronologia completa delle presenze e delle reti in nazionale ― Finlandia | Cronologia completa delle presenze e delle reti in nazionale ― Finlandia | Cronologia completa delle presenze e delle reti in nazionale ― Finlandia | Cronologia completa delle presenze e delle reti in nazionale ― Finlandia | Cronologia completa delle presenze e delle reti in nazionale ― Finlandia | Cronologia completa delle presenze e delle reti in nazionale ― Finlandia |
| Data                                                                     | Città                                                                    | In casa                                                                  | Risultato                                                                | Ospiti                                                                   | Competizione                                                             | Reti                                                                     | Note                                                                     |
| ------------------------------------------------------------------------ | ------------------------------------------------------------------------ | ------------------------------------------------------------------------ | ------------------------------------------------------------------------ | ------------------------------------------------------------------------ | ------------------------------------------------------------------------ | ------------------------------------------------------------------------ | ------------------------------------------------------------------------ |
| 10-1-2016                                                                | Abu Dhabi                                                                | Svezia                                                                   | 3 – 0                                                                    | Finlandia                                                                | Amichevole                                                               | -                                                                        | 72’                                                                      |
| 9-1-2017                                                                 | al-'Ayn                                                                  | Marocco                                                                  | 0 – 1                                                                    | Finlandia                                                                | Amichevole                                                               | -                                                                        |                                                                          |
| 13-1-2017                                                                | Abu Dhabi                                                                | Slovenia                                                                 | 2 – 0                                                                    | Finlandia                                                                | Amichevole                                                               | -                                                                        | 60’                                                                      |
| 5-9-2017                                                                 | Scutari                                                                  | Kosovo                                                                   | 0 – 1                                                                    | Finlandia                                                                | Qual. Mondiali 2018                                                      | -                                                                        | 54’                                                                      |
| 6-10-2017                                                                | Fiume                                                                    | Croazia                                                                  | 1 – 1                                                                    | Finlandia                                                                | Qual. Mondiali 2018                                                      | -                                                                        |                                                                          |
| 9-11-2017                                                                | Helsinki                                                                 | Finlandia                                                                | 3 – 0                                                                    | Estonia                                                                  | Amichevole                                                               | -                                                                        | 79’                                                                      |
| 5-6-2018                                                                 | Ploiești                                                                 | Romania                                                                  | 2 – 0                                                                    | Finlandia                                                                | Amichevole                                                               | -                                                                        | 57’                                                                      |
| 9-6-2018                                                                 | Tampere                                                                  | Finlandia                                                                | 2 – 0                                                                    | Bielorussia                                                              | Amichevole                                                               | -                                                                        | 75’                                                                      |
| 15-10-2018                                                               | Helsinki                                                                 | Finlandia                                                                | 2 – 0                                                                    | Grecia                                                                   | UEFA Nations League 2018-2019 - 1º turno                                 | -                                                                        | 12’                                                                      |
| 8-1-2019                                                                 | Doha                                                                     | Svezia                                                                   | 0 – 1                                                                    | Finlandia                                                                | Amichevole                                                               | -                                                                        | 54’                                                                      |
| 11-1-2019                                                                | Doha                                                                     | Finlandia                                                                | 1 – 2                                                                    | Estonia                                                                  | Amichevole                                                               | -                                                                        | 45’                                                                      |
| 8-6-2019                                                                 | Tampere                                                                  | Finlandia                                                                | 2 – 0                                                                    | Bosnia ed Erzegovina                                                     | Qual. Euro 2020                                                          | -                                                                        | 84’                                                                      |
| 15-11-2019                                                               | Helsinki                                                                 | Finlandia                                                                | 3 – 0                                                                    | Liechtenstein                                                            | Qual. Euro 2020                                                          | -                                                                        | 78’                                                                      |
| 18-11-2019                                                               | Atene                                                                    | Grecia                                                                   | 2 – 1                                                                    | Finlandia                                                                | Qual. Euro 2020                                                          | -                                                                        | 78’                                                                      |
| Totale                                                                   |                                                                          | Presenze                                                                 | 14                                                                       |                                                                          | Reti                                                                     | 0                                                                        |                                                                          |